# Velemín
Velemín (en allemand : Welemin) est une commune du district de Litoměřice, dans la région d'Ústí nad Labem, en Tchéquie. Sa population s'élevait à 1 623 habitants en 2021.

## Géographie
Velemín se trouve à 11 km à l'ouest de Litoměřice, à 15 km au sud-ouest d'Ústí nad Labem et à 62 km au nord-ouest de Prague.
La commune compte plusieurs hautes collines : Milešovka (837 m d'altitude), Kletečná (706 m), Milešovský Kloc (674 m), Lhota (571 m), Lovoš (570 m).

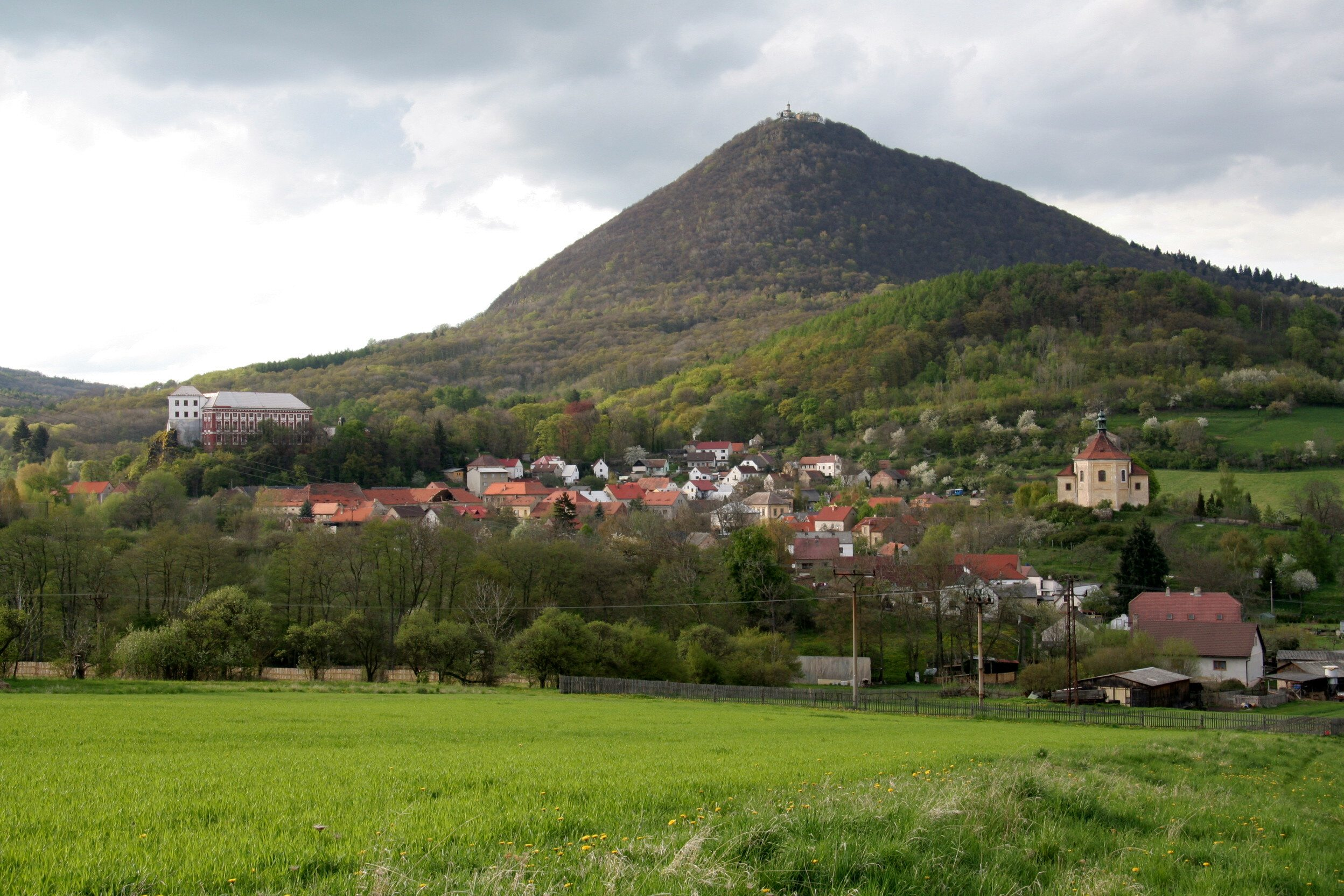
Mont Milešovka dominant le village de Milešov.
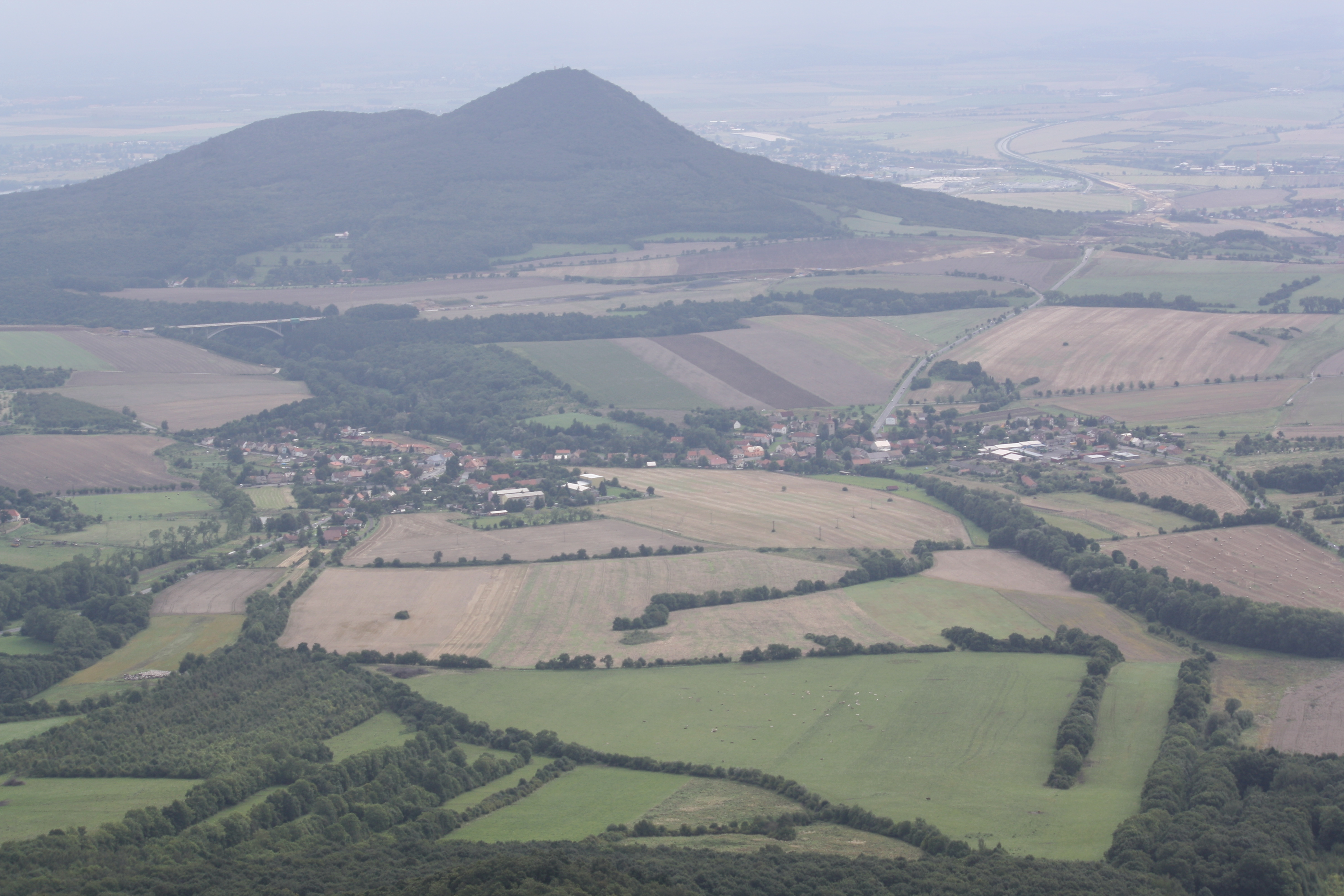
Le mont Lovoš et le village de Velemín.

La commune est limitée par Žalany, Bořislav, Žim et Řehlovice au nord, par Prackovice nad Labem, Chotiměř, Malé Žernoseky et Lhotka nad Labem à l'est, par Vchynice, Jenčice, Třebenice, Vlastislav au sud et par Lukov et Kostomlaty pod Milešovkou à l'ouest.

## Histoire
La première mention écrite du village date de 1228.

## Administration
La commune se compose de onze quartiers :
- Velemín
- Bílinka
- Bílý Újezd
- Boreč
- Březno
- Dobkovičky
- Hrušovka
- Kletečná
- Milešov
- Oparno
- Režný Újezd

## Transports
Par la route, Velemín se trouve à 8 km de Lovosice, à 17 km de Litoměřice, à 21 km d'Ústí nad Labem  et à 69 km de Prague.
L'autoroute D8, sur l'axe Prague - Berlin, traverse le territoire de la commune.